# Semaine 23
D'après la norme ISO 8601, une semaine débute un lundi et s'achève un dimanche, et une semaine dépend d'une année lorsqu'elle place une majorité de ses sept jours dans l'année en question, soit au moins quatre. Dès lors, la semaine 23 est la semaine du vingt-troisième jeudi de l'année. Elle suit la semaine 22 et précède la semaine 24 de la même année.
La semaine 23 est pratiquement toujours la semaine du 7 juin, sauf exceptionnellement, dans le cas d'une année bissextile commençant un jeudi.
Elle commence au plus tôt le 31 mai et au plus tard le 7 juin.
Elle se termine au plus tôt le 6 juin et au plus tard le 13 juin.

## Notations normalisées
La semaine 23 dans son ensemble est notée sous la forme W23 pour abréger.
| Jour de la semaine 23 | Notation |
| --------------------- | -------- |
| Lundi                 | W23-1    |
| Mardi                 | W23-2    |
| Mercredi              | W23-3    |
| Jeudi                 | W23-4    |
| Vendredi              | W23-5    |
| Samedi                | W23-6    |
| Dimanche              | W23-7    |

## Cas de figure
| Cas | Le 31 décembre est… | L'année est une année… | Le vingt-troisième jeudi de l'année tombe… | La semaine 23 débute… | La semaine 23 s'achève… | Premier cas après 2008 |
| --- | ------------------- | ---------------------- | ------------------------------------------ | --------------------- | ----------------------- | ---------------------- |
| 0   | Un vendredi         | bissextile DC          | Le 3 juin                                  | Le lundi 31 mai       | Le dimanche 6 juin      | 2032                   |
| 1   | Un jeudi            | D ou ED                | Le 4 juin                                  | Le lundi 1er juin     | Le dimanche 7 juin      | 2009                   |
| 2   | Un mercredi         | E ou FE                | Le 5 juin                                  | Le lundi 2 juin       | Le dimanche 8 juin      | 2014                   |
| 3   | Un mardi            | F ou GF                | Le 6 juin                                  | Le lundi 3 juin       | Le dimanche 9 juin      | 2013                   |
| 4   | Un lundi            | G ou AG                | Le 7 juin                                  | Le lundi 4 juin       | Le dimanche 10 juin     | 2018                   |
| 5   | Un dimanche         | A ou BA                | Le 8 juin                                  | Le lundi 5 juin       | Le dimanche 11 juin     | 2017                   |
| 6   | Un samedi           | B ou CB                | Le 9 juin                                  | Le lundi 6 juin       | Le dimanche 12 juin     | 2011                   |
| 7   | Un vendredi         | C                      | Le 10 juin                                 | Le lundi 7 juin       | Le dimanche 13 juin     | 2010                   |

1. 1 2 3  Dans ce cas, l'année compte une semaine 53.